# Józef Barecki
Józef Barecki (ur. 22 listopada 1926 w Krakowie, zm. 29 maja 1999 w Warszawie) – polski dziennikarz i działacz PZPR, poseł na Sejm PRL VII, VIII i IX kadencji, w latach 1980–1981 rzecznik rządu Józefa Pińkowskiego i Wojciecha Jaruzelskiego.

## Życiorys

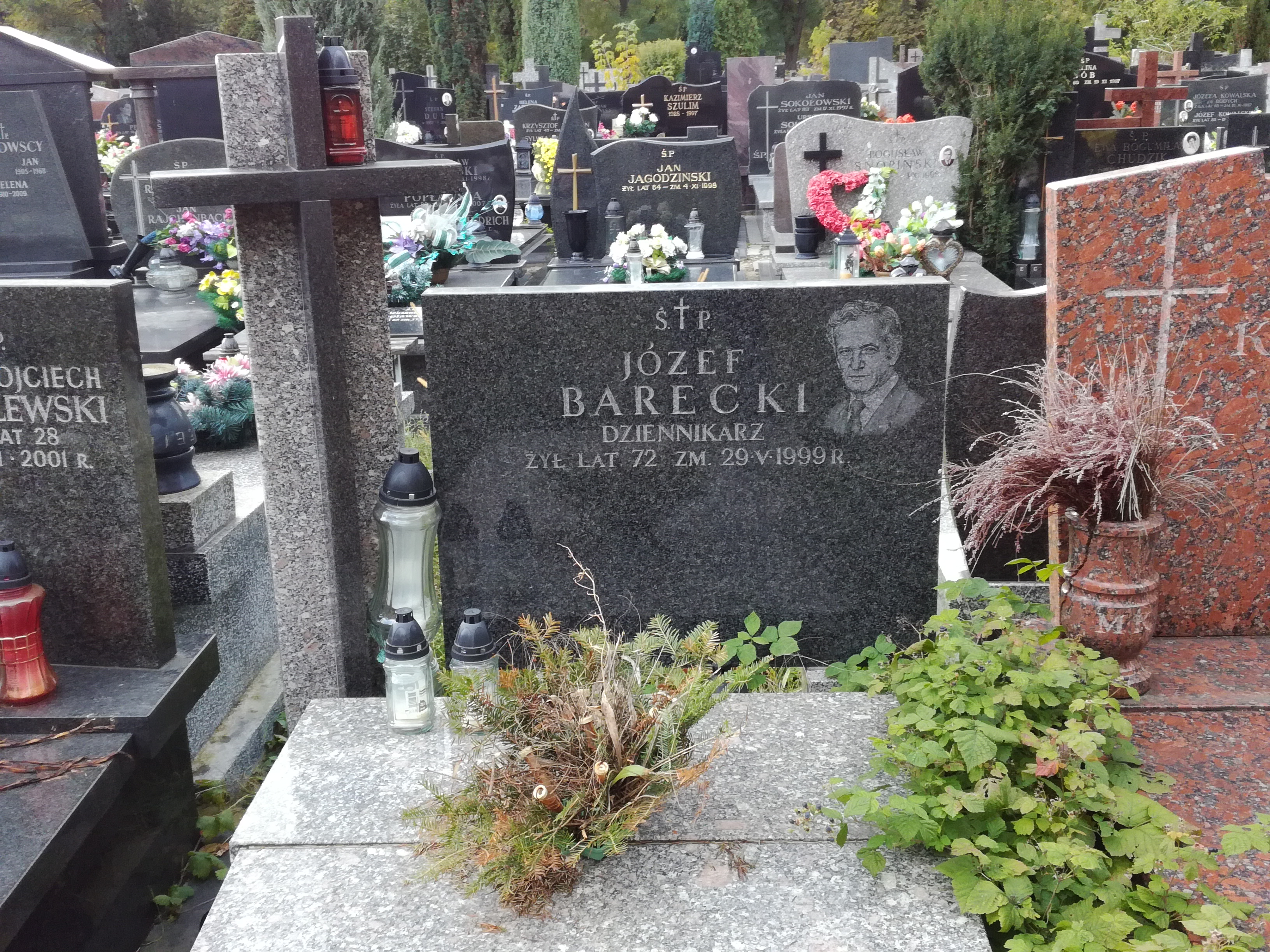
Grób Józefa Bareckiego na cmentarzu Bródnowskim

Był synem Józefa i Otylii. Absolwent Szkoły Handlowej w Krakowie. Ukończył też Centralną Szkołę Dziennikarską przy KC PZPR w 1949 i Wyższą Szkołę Nauk Społecznych przy KC PZPR w 1964. W 1945 został kreślarzem w dyrekcji Polskich Kolei Państwowych w Szczecinie. Był reporterem, a następnie kierownikiem działu dziennika „Głos Szczeciński” (1947–1952), zastępcą redaktora naczelnego gazety „Kurier Szczeciński” (1952–1955), redaktorem naczelnym „Głosu Szczecińskiego” (1955–1966) oraz zastępcą redaktora naczelnego i potem redaktorem naczelnym „Trybuny Ludu” (1972–1980). Krótkotrwały przewodniczący Komitetu do spraw Radia i Telewizji „Polskie Radio i Telewizja” (od sierpnia do września 1980); rzecznik prasowy rządu (1980–1981), od 1983 redaktor naczelny powołanego wówczas oficjalnego organu rządu „Rzeczpospolita”, a następnie od 1987 programowego miesięcznika KC PZPR „Nowe Drogi”. Wchodził również w skład Rady Redakcyjnej tego miesięcznika.
W czasie wojny należał do Armii Krajowej. W latach 1945–1948 był komendantem hufca Związku Harcerstwa Polskiego w Szczecinie. Od 1947 należał do Polskiej Partii Robotniczej i następnie (od 1948) do Polskiej Zjednoczonej Partii Robotniczej, gdzie zasiadał w Komitecie Centralnym w latach 1975–1981. Od lipca 1986 do grudnia 1987 był kierownikiem Wydziału Propagandy tego organu. Poseł na Sejm PRL (1976–1989); przewodniczył kilku komisjom sejmowym – Komisji do Spraw Samorządu Pracowniczego Przedsiębiorstw (1982–1985), Komisji Administracji, Spraw Wewnętrznych i Wymiaru Sprawiedliwości (1985–1989), Komisji Nadzwyczajnej do rozpatrzenia projektu ustawy „Prawo o stowarzyszeniach” oraz projektów ustaw dotyczących związków zawodowych (1989).
Był wieloletnim przewodniczącym Zarządu Okręgu Warszawskiego, a w latach 1978–1980 był przewodniczącym Stowarzyszenia Dziennikarzy Polskich. Był także wiceprzewodniczącym Międzynarodowej Organizacji Dziennikarzy. W 1983 wybrany w skład Krajowej Rady Towarzystwa Przyjaźni Polsko-Radzieckiej. 28 listopada 1988 wszedł w skład Honorowego Komitetu Obchodów 40-lecia Kongresu Zjednoczeniowego PPR-PPS – powstania PZPR.
Na emeryturze był od 1990. Pochowany na cmentarzu Bródnowskim (kw. 5E, rząd I, grób 15).

## Odznaczenia i nagrody
- Order Sztandaru Pracy I klasy (1976)
- Krzyż Komandorski z Gwiazdą Orderu Odrodzenia Polski (1989)
- Krzyż Oficerski Orderu Odrodzenia Polski[3]
- Krzyż Kawalerski Orderu Odrodzenia Polski
- Medal Rodła
- Złoty Medal „Za zasługi dla obronności kraju” (1973)[4]
- Złoty Krzyż ZHP
- Złota Odznaka Honorowa Towarzystwa Przyjaźni Polsko-Radzieckiej (1968)[5]
- Złota honorowa odznaka „Trybuny Robotniczej” (1979)[6]
- Odznaka „Za zasługi dla rozwoju prasy polskiej i Stowarzyszenia Dziennikarzy Polskich” (1974)[7]
- Nagroda dziennikarska miasta Szczecina (1946)
- Nagroda indywidualna RSW „Prasa-Książka-Ruch” za rok 1975 (1976)[8]
- Nagroda Stowarzyszenia Dziennikarzy Polskich im. B. Prusa (1984)